# Quodlibet
Quodlibet é um termo latino, conservado como património linguístico em diversas línguas, para significar um tipo de disputa académica, característico do século XIII e que tinha como objeto as realidades sobre as quais se reconhecia não haver uma verdade absoluta. De facto, na sequência da descoberta e tradução do grego para latim das obras de Aristóteles Ética, Política e Retórica, tornaram-se evidentes duas coisas para os escolásticos. A primeira era a de que o modo como cada ser humano se desenvolvia e estabelecia relações no interior da sua comunidade podia ser objeto de uma pesquisa logicamente rigorosa, isto é, científica. A segunda era a de que havia realidades sobre as quais se teria de admitir a existência de várias verdades. Ora, em tais casos, o melhor que poderia fazer, era sujeitar esses temas a quaestiones de quodlibet, com o rotineiro esquema (pro, contra e solutio). A simplicidade do esquema e o uso e abuso que dele se fez, aplicando-o a qualquer tema de discussão, levaram este modo de disputa ao desprestígio e tornou-se, até, motivo de chacota.
Mais tarde, vemos o transporte deste modo de disputa para um campo bastante diferente do que lhe deu origem, como é o caso da composição musical.
De facto, o quodlibet é um trecho de música que combina em contraponto várias melodias diferentes, usualmente canções folclóricas, e frequentemente de maneira descompromissada. Um exemplo famoso de quodlibet está no fim das Variações Goldberg de Bach. Outro exemplo é o Gallimathias Musicum, um quodlibet de 17 partes composto por Wolfgang Amadeus Mozart quando ele tinha 10 anos. Um excelente exemplo moderno é o 'Quodlibet on Welsh Nursery Rhymes' do compositor galês Alun Hoddinott.
Quodlibet mais sérios são encontrados nas missas de Jacob Obrecht, que algumas vezes combina música folclórica com canções religiosas e música original.
Uma canção para quatro solistas e baixo contínuo de J. S. Bach, Quodlibet do casamento ou, simplesmente, Quodlibet (BWV 524), não é um quodlibet conforme a definição acima, mas dez minutos de uma sequência aparentemente sem sentido de piadas tolas, trocadilhos, referências culturais obscuras, jogo de palavras e paródias de outras canções. Em alguns lugares a música imita uma chacona e uma fuga e a música algumas vezes mistura deliberadamente as linhas corais. É diferente de quaisquer outros trabalhos de Bach e alguns poucos acadêmicos duvidam que seja de sua autoria.

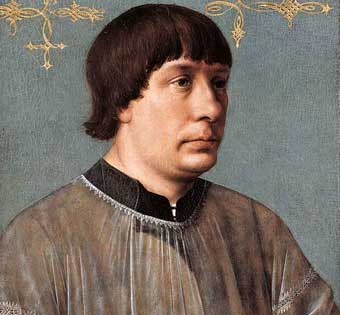
Jacob Obrecht.

O concerto favorito do Grateful Dead, 'The Other One', é uma miscelânea que inclui a canção 'Quodlibet for Tenderfeet'.
O Quodlibet para Pequena Orquestra e a Sinfonia Não Iniciada de Peter Schickele são exemplos divertidos desta forma musical, particularmente para aqueles com algum conhecimento a mais da arte da música ocidental.
A palavra também pode se referir a um tipo de debate acadêmico ou prova oral (usualmente teológico, no qual qualquer pergunta pode ser colocada de forma extemporânea. Debates quodlibet foram bastante populares na cultura ocidental no século XIII e ainda hoje são utilizados no treinamento teológico budista do Tibete.
O termo vem do latim significando qualquer coisa, junção de quod (o quê) libet (agradar)".